# San Luis de la Paz, Guanajuato
San Luis de la Paz är en ort i Mexiko.   Den ligger i kommunen San Luis de la Paz och delstaten Guanajuato, i den centrala delen av landet, 250 km nordväst om huvudstaden Mexico City. San Luis de la Paz ligger 2 021 meter över havet och antalet invånare är 47 321.
Terrängen runt San Luis de la Paz är platt åt sydväst, men åt nordost är den kuperad. Runt San Luis de la Paz är det ganska tätbefolkat, med 52 invånare per kvadratkilometer. Närmaste större samhälle är San Luis de la Paz, 0,14 km nordost om San Luis de la Paz. Trakten runt San Luis de la Paz består i huvudsak av gräsmarker.